# Aleksander Rajčevič
Aleksander Rajčevič (Capodistria, 17 novembre 1986) è un calciatore sloveno, difensore del Kras.

## Carriera

### Club
Una sua rete ha deciso la finale della Coppa di Slovenia 2007.
A fine dicembre 2022 gli è scaduto il contratto col Koper ed ha firmato per il Kras, club militante nell'Eccellenza Friuli-Venezia Giulia 2022-2023.

### Nazionale
Dopo aver giocato anche nelle nazionali giovanili slovene Under-20 ed Under-21, nel 2013 ha giocato una partita in nazionale maggiore.

## Statistiche

### Cronologia presenze e reti in nazionale
| Cronologia completa delle presenze e delle reti in nazionale ― Slovenia | Cronologia completa delle presenze e delle reti in nazionale ― Slovenia | Cronologia completa delle presenze e delle reti in nazionale ― Slovenia | Cronologia completa delle presenze e delle reti in nazionale ― Slovenia | Cronologia completa delle presenze e delle reti in nazionale ― Slovenia | Cronologia completa delle presenze e delle reti in nazionale ― Slovenia | Cronologia completa delle presenze e delle reti in nazionale ― Slovenia | Cronologia completa delle presenze e delle reti in nazionale ― Slovenia |
| Data                                                                    | Città                                                                   | In casa                                                                 | Risultato                                                               | Ospiti                                                                  | Competizione                                                            | Reti                                                                    | Note                                                                    |
| ----------------------------------------------------------------------- | ----------------------------------------------------------------------- | ----------------------------------------------------------------------- | ----------------------------------------------------------------------- | ----------------------------------------------------------------------- | ----------------------------------------------------------------------- | ----------------------------------------------------------------------- | ----------------------------------------------------------------------- |
| 6-2-2013                                                                | Lubiana                                                                 | Slovenia                                                                | 0 – 3                                                                   | Bosnia ed Erzegovina                                                    | Amichevole                                                              | -                                                                       | 46’                                                                     |
| Totale                                                                  |                                                                         | Presenze                                                                | 1                                                                       |                                                                         | Reti                                                                    | 0                                                                       |                                                                         |

## Palmarès

### Club

#### Competizioni nazionali
- Campionato sloveno: 8

Koper: 2009-2010
Maribor: 2010-2011, 2011-2012,  2012-2013, 2013-2014, 2014-2015, 2016-2017, 2018-2019
- Coppa di Slovenia: 7

Koper: 2005-2006, 2006-2007, 2021-2022
Maribor: 2012, 2013, 2016
- Supercoppa di Slovenia: 3

Maribor: 2012, 2013, 2014